# Vlaardingsekade 3 en 4
Vlaardingsekade 3 en 4 in Schipluiden, in de Nederlandse gemeente Midden-Delfland (provincie Zuid-Holland), is een zeventiende-eeuws pand. Er waren voorheen twee arbeiderswoningen in gevestigd. Later werd het in gebruik genomen door middenstanders.

## Geschiedenis
De huisjes behoorden tot halverwege de 20e eeuw toe aan de diaconie van de protestantse kerk. Nummer 3 werd daarna een manufacturenwinkel. In 1974 kwam er een cadeau- en sieradenwinkel in. Pandje nr. 4 was tot 1986 in gebruik bij een schoenmaker die er woonde en werkte. Later werd het een verkooppunt voor  cadeauartikelen brocante zeep, thee en aanverwante artikelen.Later zijn nr. 3 en nummer 4 samengevoegd tot één winkel thee theeartikelen theepotten klein servies, zeep , cadeauartikelen enz.
In het oude pandje op nummer 4 is nu ook een thee/koffieschenkerij met een theetuin.

## Het gebouw
De winkeltjes zijn gelegen aan kanaal de Gaag, op het laagst gelegen deel van de Vlaardingsekade. Het pand is opgetrokken uit IJsselsteentjes en daarna van een witte kalklaag voorzien. De daken zijn zogenoemde zadeldaken, dat van nr. 3 ligt noord/zuid en dat van nr. 4 in oost-westrichting. Pand nr. 4 heeft een oude houten voordeur, en een originele plavuizenvloer. Onder de plaats waar de bedstede was, is een kleine kelder. De kelder heeft een raampje dat uitziet op de naastgelegen steeg. In het huis is een gedeelte van een oude muurschildering aanwezig. Pand nr. 3 heeft een oude houten vloer. Beide huizen hebben een houten balkenplafond.